# Onychopterocheilus dallatorrei
Onychopterocheilus dallatorrei är en stekelart som först beskrevs av Moravitz 1895.  Onychopterocheilus dallatorrei ingår i släktet Onychopterocheilus och familjen Eumenidae. Utöver nominatformen finns också underarten O. d. pompiliformis.